# Dionís l'Exigu
Dionís l'Exigu (Dionysius Exiguus en llatí) (c. 470 - c. 544), monjo erudit i matemàtic del segle vi, i el fundador de l'era cristiana o Anno Domini. Era originari de l'Escítia Menor, a l'actual territori de Dobrudja, Romania, abat del monestir dels «monjos escites» a Roma. És en la taula de Pasqua de Dionís l'Exigu on es determinà per primera vegada l'era anomenada Anno Domini (any del senyor).
Dionís l'Exigu no dotà la nostra era d'un any zero. Això no és sorprenent, ja que a l'Europa alt-medieval ningú no coneixia la xifra o el nombre zero. Tanmateix, la presència de la paraula llatina nulla en la tercera columna de la seva taula de Pasqua crea la impressió que Dionís conegués aquest important nombre. Però no hi ha res a partir del qual pogués deduir-se que la seva nulla fos un zero vertader (de totes maneres, ell no l'utilitzà en els seus càlculs). A Europa van haver d'esperar fins al segon mil·lenni abans de disposar del nombre zero.
L'any 525, el papa Hormisdes I (Papa a partir del 514 a 523) encarregà a Dionís l'Exigu (anomenat així, segons alguns per ser petit d'estatura, segons altres, com a mostra d'humilitat davant Déu) establir com l'any primer de l'era cristiana el del naixement de Jesús. Dionís va calcular la data a partir del cicle metònic en correspondència a la Pasqua amb lluna plena, i va calcular 7 cops 4 cicles, 532 anys, que va fer quadrar amb el següent cicle de pasqua al cap de 7 anys, de manera que va establir que l'any zero seria 525 anys abans del llavors present, amb la qual cosa Jesús va néixer l'any 753 a. u. c. (des de la fundació de Roma), tot i que, de fet, això degué succeir cap al 748 a. u. c.
Una de les primeres col·leccions de dret canònic fou la realitzada al segle vi per Dionís l'Exigu. Va traduir al llatí els cànons dels concilis orientals i hi afegí 39 decrets papals.